# 海伦峨螺
海伦峨螺，俗作鑽紋螺或刺客螺，是一种有螺厣的淡水螺，属于腹足纲织纹螺科水生動物。该物种遍布东南亚，特别是在马来西亚、泰国和印度尼西亚蘇門答臘的多巴湖更為常見。
海伦峨螺通常会长到0.7-1.25 英寸（20-35mm) 的大小，這取决于食物来源，通常養在水族箱中的海伦峨螺體積较小，用以清除魚缸內其他不想要的動物。它的贝壳呈圆锥形，通常為深棕色並帶有黄褐色带。基於水產養殖業的興起，本物種隨着水族商業而擴散，並已在美國及新加坡造成泛濫。